# البحر المديد في تفسير القرآن المجيد
 تفسير البحر المديد في تفسير القرآن المجيد لابن عجيبة يعتبر هذا التفسير من أهم مؤلفات العلامة أحمد بن محمد بن المهدي بن الحسين بن محمد بن عجيبة، يمتد نسبه إلى الرسول الكريم، فهو شريف إدريسي حسني، ، وتفسيره يعد من التفسيرات الصوفية أو ما يطلق عليها بالتفسير بالإشارة. تكمن أهميته في كون ابن عجيبة من العلماء المتصوفة المتأخرىن (1161-1227) الذي قدم لنا نتاجا أدبيا متكاملا يعتبر سجلا لأروع ما وصلت إليه أدبيات الصوفية. وقبل أن يدخلنا الشيخ الجليل عالم الإشارة، يتعرض للشرح على الطريقة التقليدية، مما جعل من المؤلف كتابا متكاملا دل على غزارة علمه ومتانة لغته. المشهور أيضاً بكنيته "الشيخ الجليل" ، وينتمي نسبه الشريف إلى النبي محمد صلى الله عليه وسلم عبر الأدارسة.يصنف تفسيره ضمن التفسيرات الصوفية أو ما يُعرف بـ"التفسير بالإشارة"، وهو منهج فكري وروحي يعتمد على الكشف عن المعاني الباطنية للنص القرآني، بعيداً عن التفسير الحرفي الصرف.

## نبذة عن المؤلف
وُلد ابن عجيبة في القرن الثاني عشر الهجري (1161-1227 هـ) في المغرب، وبرز كأحد أعلام التصوف والفقه والعلوم الإسلامية في عصره، حيث جمع بين علم الفقه وفقهاء المالكية وبين فنون التصوف. تميزت حياته ببحثه العميق في علوم القرآن وعلوم السلوك الروحي، وكان متصوفاً ذا منهج متزن يجمع بين العقل والنقل، وهو ما انعكس جلياً في تفسيره للقرآن.
وكان لابن عجيبة إسهامات علمية كبيرة، حيث ألف كتباً أخرى في الحديث، والفقه، والتصوف، وأشهرها تفسيره "البحر المديد" الذي ما زال مرجعاً أساسياً في الدراسات الصوفية والقرآنية في المغرب والعالم الإسلامي.

## أهمية تفسير البحر المديد
تبرز أهمية تفسير البحر المديد في كونه لم يقتصر على شرح الآيات بوجهها اللغوي والفقهي فقط، بل انفتح على المعاني الروحية العميقة التي تُسهم في فهم روح القرآن. اعتمد ابن عجيبة في تفسيره منهج "التفسير بالإشارة" الذي يوجه القارئ إلى إدراك الإشارات والرموز القرآنية التي تحمل دلالات صوفية وروحية ضمنية.
يتسم التفسير كذلك بالجمع بين التفاسير التقليدية من ناحية أسباب النزول، واللغة، وأحاديث النبي صلى الله عليه وسلم، وبين الأبعاد الروحية التي تعبر عن تجربة ابن عجيبة في التصوف وعلوم القلوب. لذلك، يمثل الكتاب جسرًا بين العلم الشرعي والفهم الروحي.

## محتوى الكتاب وبنيته
يتألف تفسير البحر المديد من أربعة مجلدات ضخمة بأبعاد (29x19 سم)، ويندر وجود نسخ منه حيث لم تُعرف سوى ثلاث نسخ أصلية، مما يزيد من أهمية الحفاظ عليها ودراستها.ويضم التفسير شرحًا مفصلاً لآيات القرآن الكريم، يعرضها بأسلوب يجمع بين البلاغة العربية الفصيحة والمعاني الباطنية التي تتعلق بالتزكية والسلوك الروحي.

## المنهجية في تفسير البحر المديد
اتباع ابن عجيبة منهجاً متميزاً في تفسيره يشمل:
1. الشرح اللغوي والتفسيري التقليدي: اعتماد قواعد النحو والصرف، وبيان معاني الكلمات، وربط الآيات بأسباب النزول، واستعراض أقوال الصحابة والتابعين.

1. التفسير بالإشارة والرمز: تفسير الآيات عبر رموز ودلالات صوفية تهدف إلى كشف أسرار الباطن، وتعزيز الوعي الروحي للمريد.

1. دمج التجربة الصوفية الشخصية: الاستناد إلى التجارب والعلوم الروحية التي مر بها ابن عجيبة في طريقه إلى الله، ما يعطي تفسيره طابعًا شخصيًا وروحياً فريداً.

1. الاستشهاد بالأحاديث النبوية والأقوال الصوفية: تدعيم التأويلات بروح السنة النبوية وأقوال الأولياء، خصوصاً في مجال التصوف والروحانيات.

## مكانة التفسير في التراث الإسلامي
تُعد هذه الدراسة من المرجعيات الأساسية في تفسير القرآن من منظور صوفي، حيث يحتفظ التفسير بمكانة خاصة في التراث المغربي والعربي والإسلامي عمومًا.
وقد قام عدد من الباحثين بدراسة تفسير البحر المديد ضمن أبحاث علمية ومؤتمرات تخصصية عن التصوف وتفسير القرآن.
ويعتبر ابن عجيبة من الذين ساهموا في تجديد الفكر الصوفي عبر المزج بين العلم الشرعي والسلوك الروحي، وهو ما جعل تفسيره محل تقدير من علماء الدين والمتصوفة على حد سواء.

## النسخ والمخطوطات
تحتفظ مكتبات عدة نسخاً أصلية من تفسير البحر المديد، منها نسخ في المغرب بمكتبة وزارة الأوقاف والشؤون الإسلامية، بالإضافة إلى نسخ أخرى محفوظة في مكتبات دولية مثل مكتبة باريس الوطنية. وقد أُجريت مشاريع لترقيم وتصنيف هذه المخطوطات وحفظها إلكترونياً، سعياً لتيسير الدراسة والبحث.

## أنظر أيظا
- الطيب بن كيران
- محمد العربي الدرقاوي
- أبو القاسم القشيري
- عبد القادر الجيلاني
- أحمد الرفاعي
- أحمد البدوي
- أبو حامد الغزالي
- أبو الحسن الشاذلي
- أبو العباس المرسي
- شهاب الدين عمر السهروردي

## وصلات خارجية
- أبوالعباس أحمد بن محمد «ابن عجيبة» والبحر المديد في تفسير القرآن المجيد